# Dragutin Tomašević
Dragutin Tomašević (ur. 17 stycznia 1891 w Bistricy, zm. w maju 1915 w Rašanacu) – serbski lekkoatleta, maratończyk, uczestnik V Letnich Igrzysk Olimpijskich.
Dragutin Tomašević oraz Dušan Milošević byli pierwszymi sportowcami reprezentującymi Serbię podczas igrzysk olimpijskich. 
Kariera sportowa Tomaševicia rozpoczęła się w 1909 roku, gdy w widowiskowy sposób wygrał ok. 40-kilometrowy wyścig z pociągiem na trasie Požarevac – Petrovac. Był dziesięciokrotnym zwycięzcą maratonu Obrenovac – Belgrad.
20 maja 1912 roku w Košutnjaku (dziś część Belgradu) rozegrano olimpijskie eliminacje lekkoatletyczne. Tomašević wygrał bieg maratoński, co w połączeniu z rządowym dofinansowaniem ekipy olimpijskiej, umożliwiło mu start w Sztokholmie. Jego wynik pozostaje nieznany, prawdopodobnie nie ukończył biegu.
Po powrocie do domu, rozpoczął przygotowania do startu na kolejnych igrzyskach w Berlinie. Trening został jednak przerwany przez powszechną mobilizację. Tomašević został śmiertelnie ranny w bitwie w Bubanju. Pochowany został w rodzinnym mieście razem ze swoimi trofeami. Na jego grobie widnieje napis „сахранили његова мајка и његова храброст / pochowali go jego matka i jego odwaga”.
Na pamiątkę pierwszego biegacza Królestwo Serbii, władze Petrovaca i Komitet Olimpijski Serbii organizują coroczny „bieg pamięci Dragutina Tomaševicia” na dystansie 10 450 m.